# Пінамар (округ)
Округ Пінамар (ісп. Pinamar) — адміністративно-територіальна одиниця 2-ого рівня у провінції Буенос-Айрес в центральній Аргентині. Адміністративний центр округу — Пінамар (ісп. Pinamar).
Населення округу становить 25728 осіб (2010). Площа — 63 кв. км.

## Історія
Округ заснований у 1978 році.

## Населення
У 2010 році населення становило 25728 осіб. З них чоловіків — 12820, жінок — 12908.

## Політика
Округ належить до 5-ого виборчого сектору провінції Буенос-Айрес.